# Abutilon incanum
Abutilon incanum är en malvaväxtart som först beskrevs av Heinrich Friedrich Link, och fick sitt nu gällande namn av Robert Sweet. Abutilon incanum ingår i släktet klockmalvor, och familjen malvaväxter. Inga underarter finns listade i Catalogue of Life.

## Bildgalleri

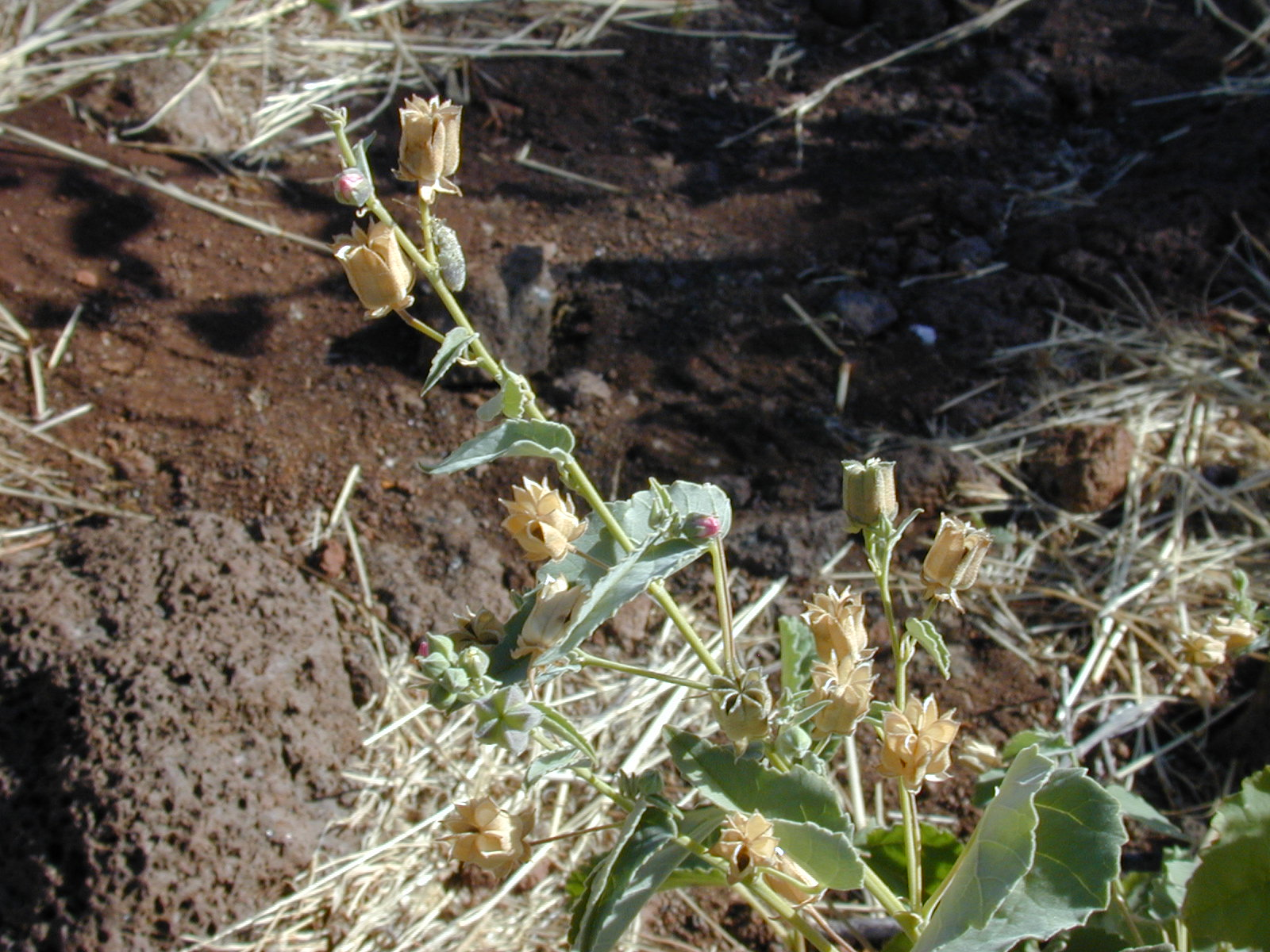
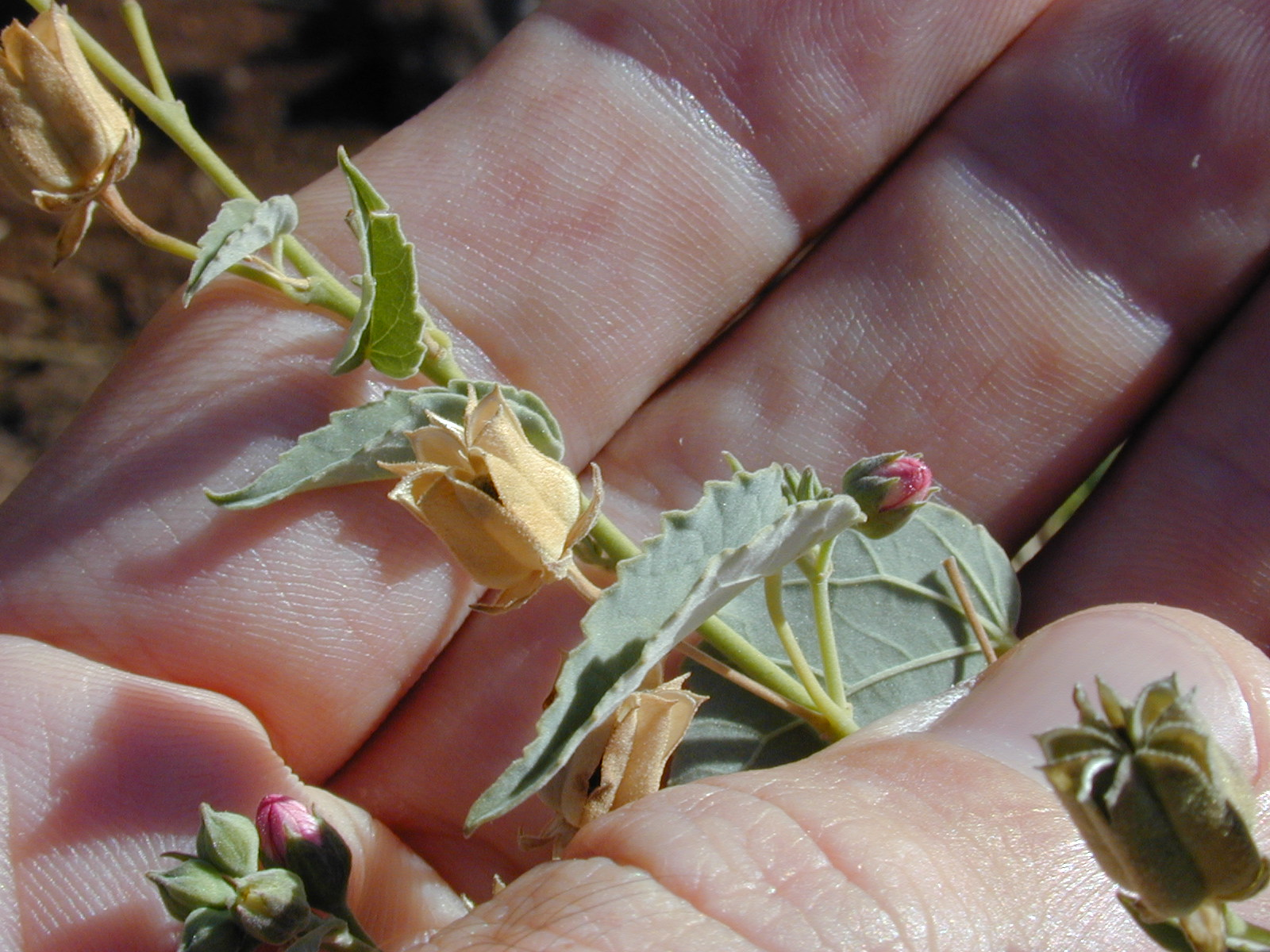
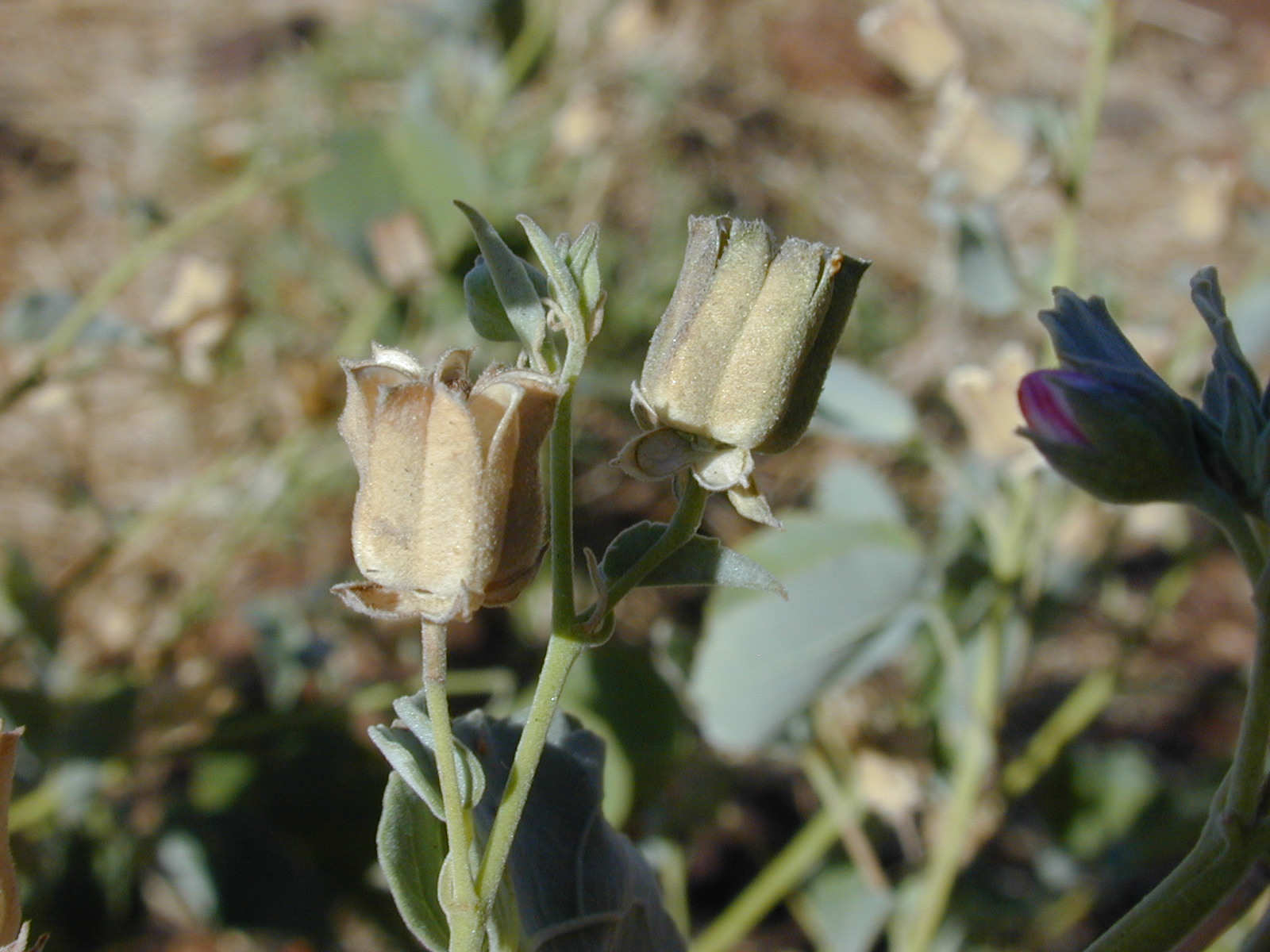
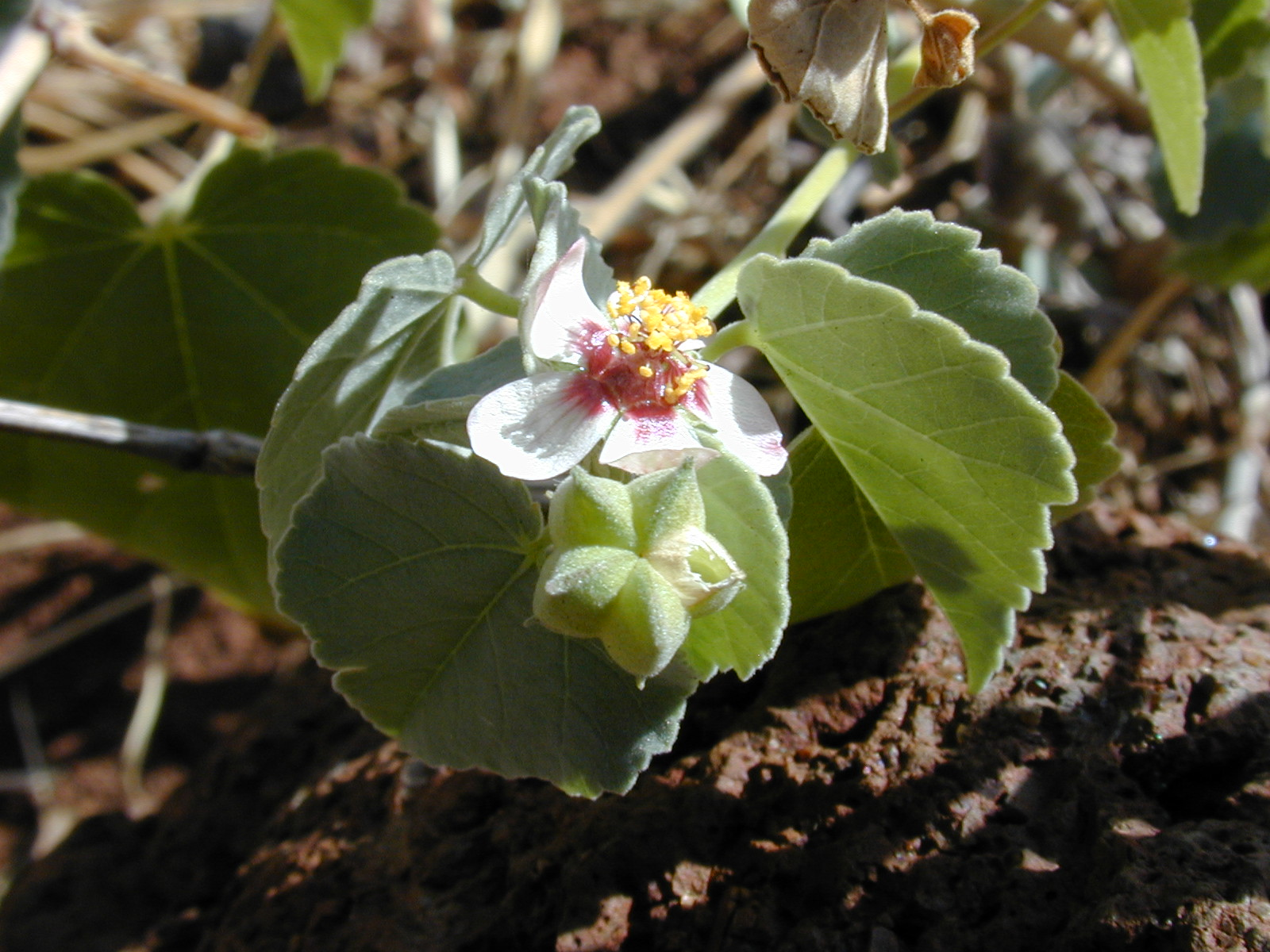
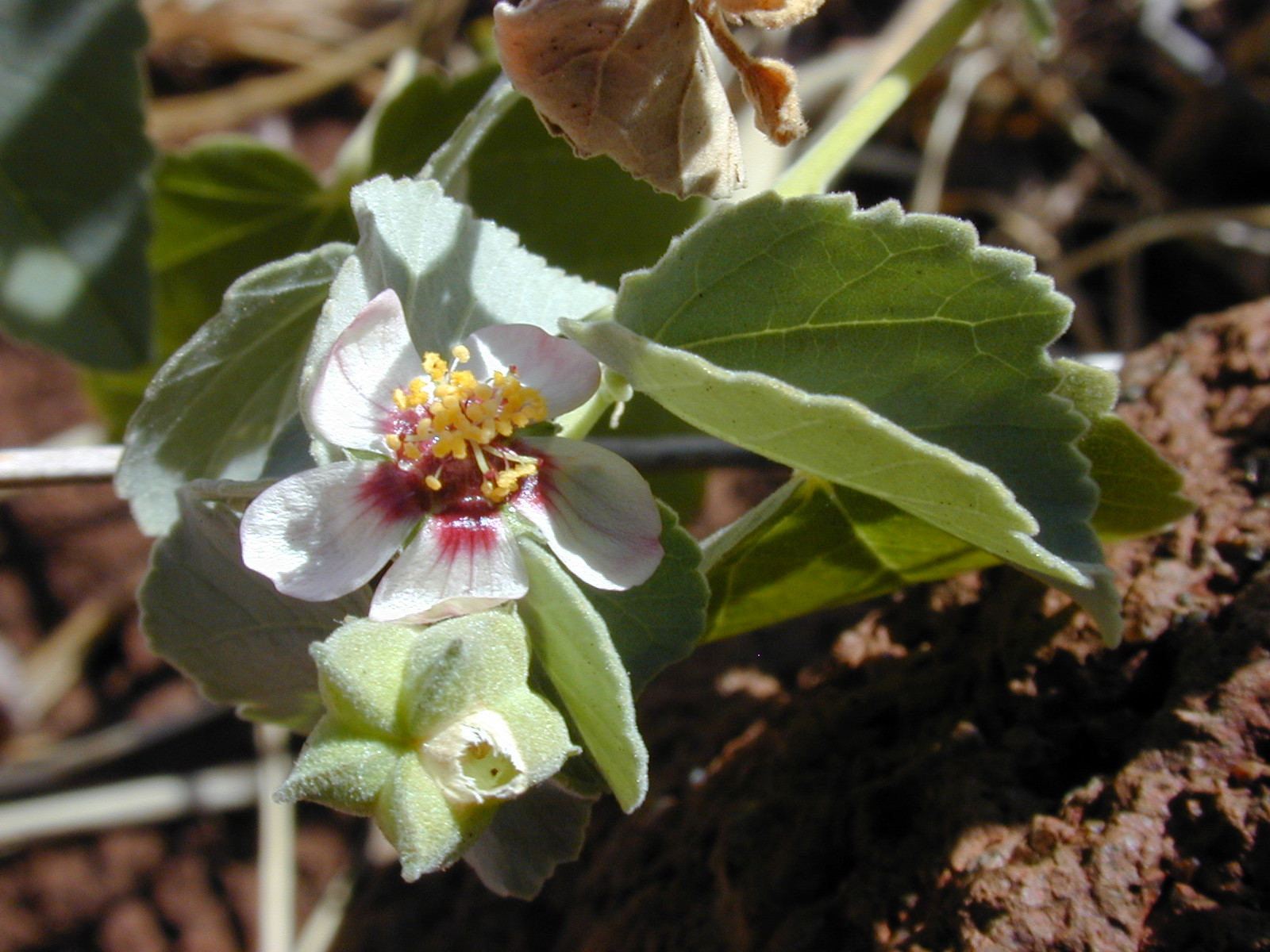